# معركة دمياط (1732)
معركة دمياط حدثت في 16 أغسطس 1732 بين سفن فرسان الإسبتارية و الأسطول العثماني في البحر المتوسط بالقرب من دمياط.

## الخلفية
بعد أن استقر فرسان الإسبتارية في جزيرتي رودس ومالطا لاحقًا، أصبحت العمليات البحرية وسيلة رئيسية لهم لمهاجمة الممرات التجارية للعثمانيين في البحر الأبيض المتوسط.
أنشأ الفرسان في القرن السادس عشر أسطولًا صغيرًا من القوادس الحربية، والتي ساعدت بشكل كبير في تمويل بناء التحصينات على مالطا ورودس.
مع مرور الوقت، تم تعزيز الأسطول بسفن أكبر، مثل الجاليونات، المجهزة بمدافع عديدة. وفي القرن الثامن عشر، أضيفت السفن الحربية الكبيرة إلى أسطول الفرسان.

## المعركة
في يوليو 1732، أصدر أنطونيو مانويل دي فيلينا، رئيس الفرسان، أوامر لدي شامبراي باعتراض قافلة عثمانية قرب دمياط.
في 16 أغسطس 1732، اصطدم أسطول دي شامبراي بالقافلة العثمانية الراسية قبالة دمياط. تكونت القافلة من 40 سفينة تجارية وسفينة حربية واحدة، وهي سفينة "السلطانة" المزودة بـ 70 مدفعًا، بقيادة نائب الأميرال العثماني قالي محمد.
قاد دي شامبراي سفينتيه الخطيتين الكبيرتين تحتوي الواحدة منها على 60 مدفع، "سانت أنطوان" و"سانت جورج"، في الهجوم على "السلطانة"، بينما هاجمت الطرادتان القافلة التجارية.
قاومت "السلطانة" بشدة لكنها فقدت صواريها وتعرضت لأضرار كبيرة. على الرغم من تهديد دي شامبراي بإغراقها، رفض قالي محمد الاستسلام وهرب تحت جنح الليل. في صباح اليوم التالي، اضطر لرفع راية الاستسلام بعدما أصبحت حالته ميؤوسًا منها.
ومع أن السفينة "السلطانة" كانت ما تزال صالحة للإبحار، فقد أُحرقت بأيدي طاقم سفينة "سانت جورج"، مما أغضب دي شامبراي، حيث حُرِم من الاستيلاء عليها كغنيمة. بالإضافة لذلك، عديد من السفن التجارية التي استولوا عليها لم تكن تحمل أي حمولة، وبالتالي فإن الغنائم كانت أقل من المتوقع. لكن تم تأمين العديد من المدافع، و126 رطلاً من البارود، والعديد من الأشرعة الاحتياطية، وكابلين، و70 سلة من الأرز والبسكويت وغيرها من المواد القابلة للاستخدام كغنائم.

## النتائج
أسر الفرسان 117 عثمانيًا، وحرروا 14 أسيراً مسيحيًا نُقلوا إلى مالطا. هناك، خضع الأسرى المحررون لفترة حجر صحي قبل إعادة دمجهم في أسطول الفرسان أو بيعهم في أسواق فاليتا، بينما تراوحت أسعار العبيد العثمانيين بين 200 و500 إيكو.
بلغت خسائر فرسان مالطا 8 قتلى و12 جريحًا، في حين ظلت خسائر العثمانيين غير معروفة. تمت ترقية جاك فرانسوا دي شامبراي إلى رتبة فارس الصليب الأكبر لفرسان مالطا مكافأةً له على نجاح المهمة.